# Blabia spinella
Blabia spinella là một loài bọ cánh cứng trong họ Cerambycidae.